# Francis Weldon
Francis Weldon   (Bombai, 2 d'agost de 1913 - Chipping Sodbury, 21 de setembre de 1993) va ser un genet britànic, guanyador de dues medalles olímpiques.
Nascut a l'Índia, va estudiar a Wellington i al Royal Military College. A l'exèrcit britànic arribà fins al grau de tinent coronel i fou oficial de la Royal Horse Artillery.
El 1956 va prendre part en els Jocs Olímpics d'Estiu de Melbourne, on va disputar dues proves del programa d'hípica amb el cavall Kilbarry. En la prova del concurs complet per equips va guanyar la medalla d'or, mentre en la prova individual guanyà la de bronze. Quatre anys més tard, als Jocs de Roma, tornà a disputar dues proves del programa d'hípica, aquesta vegada muntant el cavall Samuel Johnson. Destaca la quarta posició en el concurs complet per equips, mentre en la prova individual fou vint-i-cinquè.
En el seu palmarès també destaquen nou medalles en el Campionat d'Europa de doma, quatre d'or, quatre de plata i una de bronze, entre les edicions de 1953 i 1962.
Una vegada retirat de la competició continuà vinculat a la hípica, preparant el recorregut de cros de la Badminton Horse Trials entre el 1966 i el 1988. Fou membre de la British Horse Society i el corresponsal eqüestre del Sunday Telegraph durant molts anys.